# Cretapsyche
Cretapsychidae
Famille
Genre
Cretapsyche est un genre fossile d'insectes de l'ordre des Trichoptera, du sous-ordre des Integripalpia et de la famille également fossile des Dysoneuridae selon GBIF et Cretapsychidae selon TPDB.

## Présentation
Les différentes espèces ont été trouvées dans de l'ambre de Birmanie dans des terrains datant du début du Crétacé supérieur, du Cénomanien, soit il y a environ entre 100,5 et 93,9 millions d'années.

## Classification
Le genre Cretapsyche est décrit en 2017 par Wilfried Wichard et al.,.

## Liste des espèces
Selon Paleobiology Database en 2023, le nombre des espèces référencées est de six :
- † Cretapsyche circula Wichard et al., 2017 espèce type
- † Cretapsyche elegans Wichard et al., 2017
- † Cretapsyche insueta Wichard et al., 2017
- † Cretapsyche kachini Wichard and Espeland, 2022
- † Cretapsyche myanmari Wichard and Espeland, 2022
- † Cretapsyche palpinova Wichard and Neumann, 2019[2]

### Publication originale
- [W. Wichard et al. 2017] (en) W. Wichard, C. Neumann, P. Müller et B. Wang, « Family Dysoneuridae (Insecta, Trichoptera) in Cretaceous Burmese amber », Cretaceous Research, vol. 82,‎ 2017, p. 138-146 (DOI 10.1016/j.cretres.2017.10.008, lire en ligne).